# Colonia Humberto Gutiérrez Corona
Colonia Humberto Gutiérrez Corona är en ort i Mexiko.   Den ligger i kommunen Xochitepec och delstaten Morelos, i den sydöstra delen av landet, 80 km söder om huvudstaden Mexico City. Colonia Humberto Gutiérrez Corona ligger 1 108 meter över havet och antalet invånare är 452.
Terrängen runt Colonia Humberto Gutiérrez Corona är kuperad norrut, men söderut är den platt. Terrängen runt Colonia Humberto Gutiérrez Corona sluttar söderut. Runt Colonia Humberto Gutiérrez Corona är det ganska tätbefolkat, med 120 invånare per kvadratkilometer. Närmaste större samhälle är Cuernavaca, 18,6 km norr om Colonia Humberto Gutiérrez Corona. I omgivningarna runt Colonia Humberto Gutiérrez Corona växer huvudsakligen savannskog.